# Désert Ryn
Pour les articles homonymes, voir Ryn (homonymie).
Le désert Ryn (en kazakh : Нарын-Құм ; en russe : Рын-пески), parfois appelé le désert Ryn-Peski, est un désert situé au nord de la mer Caspienne et au sud-est du plateau de la Volga, à l'ouest du Kazakhstan et au sud de la Russie. Ayant des frontières très mal définies, certaines cartes montrent le désert presque entièrement dans la dépression Caspienne, s'étendant presque jusqu'à la côte de la mer Caspienne, tandis que d'autres le montrent au nord de la dépression. Situé à l'ouest de l'Oural, Les températures du désert peuvent être extrêmes, allant de 48 °C en été et jusqu'à -36 °C en hiver. Le désert Ryn est situé dans une zone climatique semi-aride et reçoit très peu de précipitations.
En 2001, des vents violents balayant le désert et une tempête de poussière se forme dans la mer Baltique comme étant originaire du désert Ryn. Une étude du transport de la poussière à longue distance en Scandinavie a montré que la concentration d'aérosols dans la région est davantage influencée par le désert de Ryn que par le Sahara en Afrique.

## Histoire
Au XIXe siècle, les habitants pensaient que le désert était synonyme de la Horde Bokey.
En 1887, un plan est élaboré pour la création d’une exploitation forestière au désert Ryn, s'étandant depuis Jaskus jusqu'à Kandagash, d’une superficie de 16 895 hectares. Dans les sables restants, la surveillance est renforcée afin d’empêcher l’extermination de la végétation ligneuse restante dans la forêt qui existait dans la région.

## Images

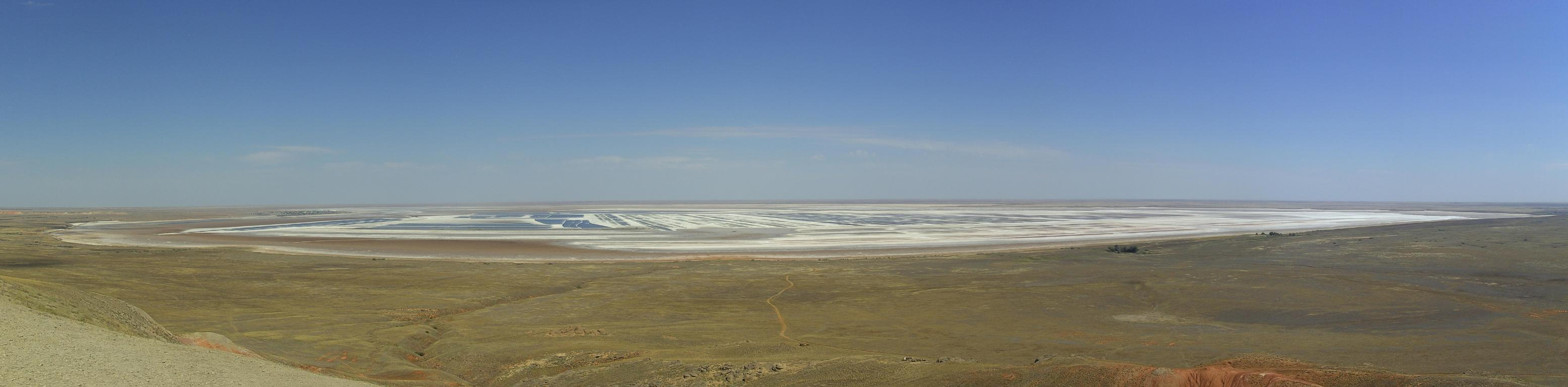
Vue panoramique du désert.
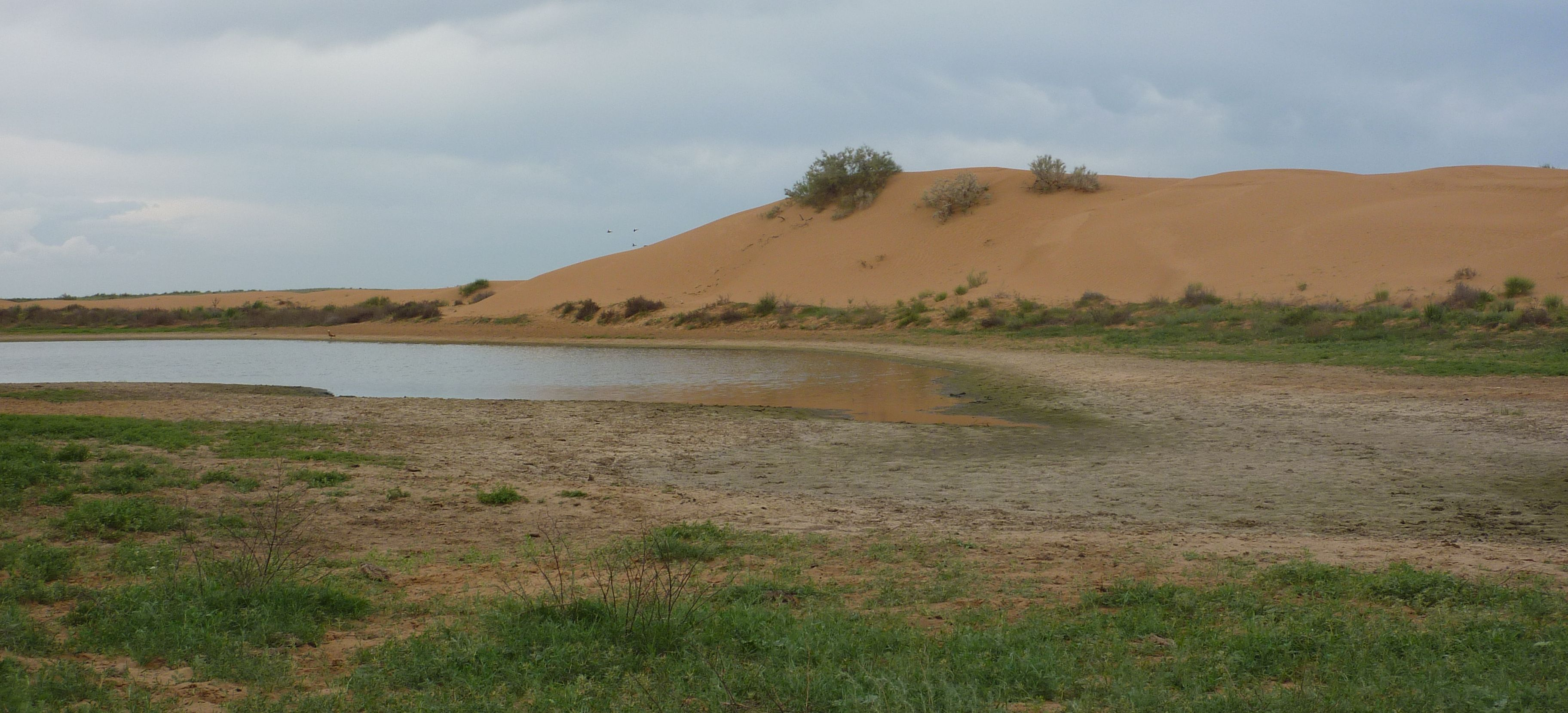
Des dunes dans le désert Ryn.